# Aberdeen Football Club 2019-2020
Questa voce raccoglie le informazioni riguardanti l'Aberdeen Football Club nelle competizioni ufficiali della stagione 2019-2020.

## Stagione
- In Scottish Premiership l'Aberdeen si classifica al 4º posto (45 punti, in media 1,50 a partita), dietro al Motherwell e davanti al Livingston.
- In Scottish Cup viene eliminato in semifinale dal Celtic (2-0).
- In Scottish League Cup viene eliminato ai quarti di finale dagli Hearts (2-2 e poi 0-3 ai rigori).
- In Europa League supera il primo turno preliminare battendo i finlandesi del RoPS (4-2) e il secondo turno battendo i georgiani del Chik. Sachkhere (6-1), poi viene eliminato al terzo turno preliminare dai croati del Rijeka (0-4 complessivo).

## Maglie e sponsor
| Casa | Trasferta |

## Rosa
| N. |                             | Ruolo | Calciatore           |
| -- | --------------------------- | ----- | -------------------- |
| 1  | Inghilterra (bandiera)      | P     | Joe Lewis (capitano) |
| 2  | Inghilterra (bandiera)      | D     | Shay Logan           |
| 3  | Inghilterra (bandiera)      | D     | Greg Leigh           |
| 4  | Scozia (bandiera)           | D     | Andy Considine       |
| 5  | Scozia (bandiera)           | D     | Scott McKenna        |
| 6  | Scozia (bandiera)           | D     | Michael Devlin       |
| 7  | Scozia (bandiera)           | C     | Craig Bryson         |
| 8  | Venezuela (bandiera)        | D     | Ronald Hernández     |
| 9  | Inghilterra (bandiera)      | A     | Curtis Main          |
| 10 | Irlanda del Nord (bandiera) | A     | Niall McGinn         |
| 11 | Galles (bandiera)           | C     | Ryan Hedges          |
| 14 | Galles (bandiera)           | D     | Ash Taylor           |
| 15 | Scozia (bandiera)           | A     | Scott Wright         |

| N. |                             | Ruolo | Calciatore      |
| -- | --------------------------- | ----- | --------------- |
| 16 | Inghilterra (bandiera)      | A     | Sam Cosgrove    |
| 17 | Scozia (bandiera)           | C     | Dylan McGeouch  |
| 18 | Scozia (bandiera)           | A     | Connor McLennan |
| 19 | Scozia (bandiera)           | C     | Lewis Ferguson  |
| 20 | Rep. Ceca (bandiera)        | P     | Tomáš Černý     |
| 21 | Irlanda (bandiera)          | C     | Jon Gallagher   |
| 22 | Belgio (bandiera)           | C     | Funso Ojo       |
| 23 | Irlanda del Nord (bandiera) | A     | Matty Kennedy   |
| 24 | Scozia (bandiera)           | C     | Dean Campbell   |
| 25 | Scozia (bandiera)           | A     | Bruce Anderson  |
| 27 | Scozia (bandiera)           | C     | Seb Ross        |
| 28 | Inghilterra (bandiera)      | A     | James Wilson    |
| 33 | Inghilterra (bandiera)      | D     | Zak Vyner       |

## Risultati

### Scottish Premiership
| Arbitro: | Don Robertson |

|                                                          |           |                                      |
| Sam Cosgrove 13’ Sam Cosgrove 80’ (rig.) Ryan Hedges 85’ | Marcatori | 68’ Steven Naismith 76’ Jamie Walker |

| Arbitro: | Steven McLean |

|                  |           |  |
| Ilkay Durmus 13’ | Marcatori |  |

| Kilmarnock 24 agosto 2019, ore 16:00 3ª giornata | Kilmarnock | 0 – 0 referto | Aberdeen | Rugby Park (5.250 spett.)\| Arbitro: \| Alan Muir \| |
| Arbitro:                                         | Alan Muir  |               |          |                                                      |

| Arbitro: | Nick Walsh |

|                                                        |           |  |
| Greg Leigh 34’ Sam Cosgrove 37’ (rig.) Ryan Hedges 50’ | Marcatori |  |

| Arbitro: | Steven McLean |

|                 |           |                                |
| Ryan Hedges 28’ | Marcatori | 43’ Michael Francis O'Halloran |

| Arbitro: | Nick Walsh |

|  |           |                                               |
|  | Marcatori | 29’ Andy Considine 90'+3’ (rig.) Sam Cosgrove |

| Arbitro: | Bobby Madden |

| |           |  |
| James Tavernier 20’ (rig.) Greg Stewart 40’ Alfredo Morelos 50’ James Tavernier 71’ (rig.) Jermain Defoe 80’ | Marcatori |  |

| Arbitro: | Don Robertson |

|                  |           |                   |
| Sam Cosgrove 86’ | Marcatori | 48’ Ryan Porteous |

| Arbitro: | Euan Anderson |

|  |           |                                                 |
|  | Marcatori | 15’ Sam Cosgrove 53’ Niall McGinn 60’ Zak Vyner |

| Arbitro: | John Beaton |

|  |           |                                                                                    |
|  | Marcatori | 10’ Odsonne Edouard 15’ Jeremie Frimpong 37’ James Forrest 45’ Mohamed Elyounoussi |

| Arbitro: | Willie Collum |

|  |           |                    |
|  | Marcatori | 14’ Lewis Ferguson |

| Arbitro: | Kevin Clancy |

|                                                    |           |  |
| Curtis Main 10’ Sam Cosgrove 27’ Scott McKenna 81’ | Marcatori |  |

| Arbitro: | Alan Newlands |

|                       |           |                                                     |
| Josh Mullin 5’ (rig.) | Marcatori | 10’ Niall McGinn 52’ Ryan Hedges 70’ Andy Considine |

| Arbitro: | Kevin Clancy |

|                   |           |                  |
| Matty Kennedy 71’ | Marcatori | 21’ Sam Cosgrove |

| Arbitro: | Steven McLean |

|                                  |           |                    |
| Sam Cosgrove 6’ Niall McGinn 56’ | Marcatori | 23’ Jonathan Obika |

| Arbitro: | John Beaton |

|                                      |           |                                 |
| Jon Gallagher 39’ Andy Considine 48’ | Marcatori | 18’ Scott Arfield 30’ Ryan Jack |

| Arbitro: | Colin Steven |

|                                                       |           |  |
| Martin Boyle 52’ Martin Boyle 68’ Florian Kamberi 74’ | Marcatori |  |

| Arbitro: | Willie Collum |

|                  |           |  |
| Sam Cosgrove 53’ | Marcatori |  |

| Arbitro: | Euan Anderson |

|                                            |           |                  |
| Christopher Jullien 7’ Odsonne Edouard 66’ | Marcatori | 35’ Sam Cosgrove |

| Arbitro: | Bobby Madden |

|                                        |           |                  |
| Connor McLennan 13’ Bruce Anderson 81’ | Marcatori | 86’ Lyndon Dykes |

| Arbitro: | Alan Muir |

|                     |           |                  |
| Ryotaro Meshino 49’ | Marcatori | 68’ Niall McGinn |

| Arbitro: | Willie Collum |

|  |           |                      |
|  | Marcatori | 45'+1’ Liam Donnelly |

| Paisley 26 gennaio 2020, ore 13:30 23ª giornata | St. Mirren    | 0 – 0 referto | Aberdeen | St. Mirren Park (5.302 spett.)\| Arbitro: \| Don Robertson \| |
| Arbitro:                                        | Don Robertson |               |          |                                                               |

| Glasgow 1º febbraio 2020, ore 16:00 24ª giornata | Rangers       | 0 – 0 referto | Aberdeen | Ibrox Stadium (50.012 spett.)\| Arbitro: \| Andrew Dallas \| |
| Arbitro:                                         | Andrew Dallas |               |          |                                                              |

| Arbitro: | Kevin Clancy |

|  |           |               |
|  | Marcatori | 6’ Ali McCann |

| Arbitro: | Greg Aitken |

|                  |           |                                                         |
| Marios Ogboe 84’ | Marcatori | 15’ Curtis Main 23’ Niall McGinn 45'+4’ Connor McLennan |

| Arbitro: | Andrew Dallas |

|                |           |                                         |
| Ash Taylor 27’ | Marcatori | 10’ Callum McGregor 81’ Kristoffer Ajer |

| Arbitro: | Gavin Duncan |

|                 |           |                                 |
| Curtis Main 28’ | Marcatori | 43’ Billy McKay 88’ Billy McKay |

| Arbitro: | Alan Newlands |

|                                          |           |                                      |
| Eamonn Brophy 17’ (rig.) Greg Kiltie 23’ | Marcatori | 38’ Niall McGinn 50’ Connor McLennan |

| Arbitro: | John Beaton |

|                                                            |           |                      |
| Adam Jackson 64’ (aut.) Andy Considine 66’ Curtis Main 82’ | Marcatori | 39’ Christian Doidge |

### Scottish Cup
| Arbitro: | Gavin Duncan |

|                         |           |  |
| Sam Cosgrove 86’ (rig.) | Marcatori |  |

| Aberdeen 8 febbraio 2020, ore 16:00 Ottavi | Aberdeen   | 0 – 0 referto | Kilmarnock | Pittodrie Stadium (9.430 spett.)\| Arbitro: \| Nick Walsh \| |
| Arbitro:                                   | Nick Walsh |               |            |                                                              |

| Arbitro: | Nick Walsh |

|                                                             |           |                                                                                             |
| Mohamed El Makrini 43’ Eamonn Brophy 98’ Nicke Kabamba 116’ | Marcatori | 88’ Andy Considine 91’ Matty Kennedy 119’ (rig.) Sam Cosgrove 120'+1’ (aut.) Connor Johnson |

| Arbitro: | Don Robertson |

|  |           |                                              |
|  | Marcatori | 7’ Lewis Ferguson 90'+2’ (rig.) Sam Cosgrove |

| Glasgow 1º novembre 2020, ore 15:30 Semifinale | Celtic        | 2 – 0 referto | Aberdeen | Celtic Park\| Arbitro: \| Don Robertson \| |
| Arbitro:                                       | Don Robertson |               |          |                                            |

### Scottish League Cup
| Arbitro: | Willie Collum |

|                          |           |                                         |
| Danny Johnson 43’ (rig.) | Marcatori | 90'+1’ Andy Considine 103’ Sam Cosgrove |

| Arbitro: | Kevin Clancy |

|                                         |                      |                                                 |
| Steven MacLean 22’ Craig Halkett 90'+2’ | Marcatori            | 12’ (rig.) Sam Cosgrove 31’ (rig.) Sam Cosgrove |
|                                         | Tiri di rigore 5 – 2 |                                                 |

### UEFA Europa League
| Arbitro: | Kaspar Sjöberg |

|                                   |           |                     |
| Niall McGinn 36’ Sam Cosgrove 48’ | Marcatori | 90'+3’ Tommi Jäntti |

| Arbitro: | Ümit Öztürk |

|               |           |                                               |
| Tarik Kada 2’ | Marcatori | 27’ (rig.) Sam Cosgrove 90'+4’ Lewis Ferguson |

| Arbitro: | Horatiu Fesnic |

|                             |           |                         |
| Giorgi Koripadze 41’ (rig.) | Marcatori | 68’ (rig.) Sam Cosgrove |

| Arbitro: | Rade Obrenovic |

|                                                                                   |           |  |
| Sam Cosgrove 9’ Sam Cosgrove 20’ Greg Leigh 58’ Scott Wright 64’ Sam Cosgrove 80’ | Marcatori |  |

| Arbitro: | De Burgos Bengoetxea |

|                                           |           |  |
| Antonio Colak 62’ (rig.) Robert Muric 88’ | Marcatori |  |

| Arbitro: | Harald Lechner |

|  |           |                                      |
|  | Marcatori | 10’ Stjepan Lončar 32’ Antonio Colak |